# Objęsław
Objęsław – staropolskie imię męskie, złożone z członów Obję- ("objąć") i -sław ("sława"). Mogło oznaczać "ten, który otrzymuje sławę".